# Dimitrios Polimeru
Dimitrios Polimeru, gr. Δημήτριος Πολυμέρου (ur. 17 maja 1974) – grecki lekkoatleta, który specjalizował się w rzucie oszczepem.
Uczestnik igrzysk olimpijskich w Atlancie (1996) – z wynikiem 77,82 nie awansował do finału. W roku 1997 startował w mistrzostwach świata, gdzie uzyskał rezultat 74,94 i swój udział zakończył na eliminacjach. W roku 1998 bez powodzenia brał udział w mistrzostwach Europy w Budapeszcie. Wicemistrz igrzysk śródziemnomorskich w roku 1997. W 1993 został mistrzem Europy juniorów. Rekord życiowy: 81,20 (1 sierpnia 1999, Patras).